# Leptotheca wrightii
Leptotheca wrightii là một loài rêu trong họ Rhizogoniaceae. Loài này được Sull. mô tả khoa học đầu tiên năm 1861.